# Tyrol (kraj związkowy)
Tyrol (niem. Tirol, wł. Tirolo) – kraj związkowy w zachodniej Austrii. Graniczy z Włochami, Szwajcarią, krajem związkowym Vorarlberg, Niemcami, krajami związkowymi Salzburg i Karyntia. Jest częścią regionu geograficznego i historycznego Tyrol. Stolicą kraju związkowego jest miasto statutarne Innsbruck. Rozwinięty przemysł drzewny, papierniczy oraz włókienniczy

## Podział administracyjny

Tyrol składa się z jednego miasta statutarnego (1) oraz ośmiu powiatów (2–9).

Tyrol składa się z jednego miasta statutarnego (Statutarstadt) oraz ośmiu powiatów (Bezirk). W skład powiatów wchodzi 277 gmin, w tym jedenaście gmin miejskich (Stadt) oraz 21 gmin targowych (Marktgemeinde).
| #                         | L. powiatów       | A                 | Powierzchnia km² (2016) | L. mieszkańców (1 stycznia 2023) | Siedziba          |
| Miasta statutarne         | Miasta statutarne | Miasta statutarne | Miasta statutarne       | Miasta statutarne                | Miasta statutarne |
| ------------------------- | ----------------- | ----------------- | ----------------------- | -------------------------------- | ----------------- |
| 1                         | Innsbruck         | I                 | 104,91                  | 131 358                          | Innsbruck         |
| Powiaty                   |                   |                   |                         |                                  |                   |
| 3                         | Imst              | IM                | 1724,96                 | 62 443                           | Imst              |
| 2                         | Innsbruck-Land    | IL                | 1990,17                 | 184 741                          | Innsbruck         |
| 4                         | Kitzbühel         | KB                | 1163,30                 | 65 770                           | Kitzbühel         |
| 5                         | Kufstein          | KU                | 969,97                  | 113 090                          | Kufstein          |
| 6                         | Landeck           | LA                | 1595,14                 | 44 930                           | Landeck           |
| 8                         | Reutte            | RE                | 1236,67                 | 33 607                           | Reutte            |
| 9                         | Schwaz            | SZ                | 1843,18                 | 86 511                           | Schwaz            |
| Powiat w Tyrolu Wschodnim |                   |                   |                         |                                  |                   |
| 7                         | Lienz             | LZ                | 2020,08                 | 48 854                           | Lienz             |

A = tablice rejestracyjne

## Turystyka
Turystyka jest bardzo ważnym sektorem gospodarki Tyrolu. Stanowi średnio 18% produktu regionalnego brutto. Tyrolska turystyka stanowi miejsca pracy dla 71 000 osób.
Znajduje się tu ponad 15 000 km pieszych szlaków. Najsłynniejszy jest Orli Szlak (Adlerweg) – szlak dalekobieżny, który ma aż 1480 km długości i biegnie przez cały kraj związkowy. Został otwarty w 2005 roku w formie 126 etapów i kilku tras alternatywnych. W 2015 nastąpiła zmiana i obecnie są tylko dwie trasy: jedna z tras prowadzi w 24 jednodniowych etapach przez góry Tyrolu Północnego, druga w 9 etapach przemierza grupy górskie Glocknergruppe i Venedigergruppe w Tyrolu Wschodnim.
W sezonie turystycznym 2012/2013 Tyrol odwiedziło 10 203 166 gości. Prawie połowa turystów pochodziła z Niemiec (51%). Ponadto wielu turystów przyjechało z Holandii (10,4%), z Austrii (8,6%), ze Szwajcarii (5,7%), z Wielkiej Brytanii (3,7%) i z Belgii (3,4%). 486 290 gości (4,76%) pochodziło z Polski. Zimą przybywa więcej turystów niż latem. W sezonie turystycznym 2012/13 na sezon zimowy przypadło 58% noclegów, a tylko 42% noclegów w sezonie letnim.